# Savigny-sur-Orge
Savigny-sur-Orge  [saviɲi syʁ ɔʁʒ] je francouzská obec v departementu Essonne v regionu Île-de-France. Je chef-lieu kantonu Juvisy-sur-Orge.

## Poloha
Město Savigny-sur-Orge leží na řece Orge asi 19 km jižně od Paříže. Obklopují ho obce Paray-Vieille-Poste na severu, Athis-Mons na severovýchodě, Juvisy-sur-Orge na východě, Viry-Châtillon na jihovýchodě, Villemoisson-sur-Orge a Morsang-sur-Orge na jihu, Épinay-sur-Orge na jihozápadě, Longjumeau na západě a Morangis na severozápadě.

## Historie
Nálezy opracovaných kamenných nástrojů, zbytky bronzových a keramiky dokládají přítomnost lidí v této oblasti od neolitu do příchodu Keltů. Latinský původ názvu města ukazuje na osídlení v římském období. Bronzové nálezy ukazují na osídlení v období 3. a 4. století. Savigny bylo dlouho jen malou vesnicí kolem hradu s okolními poli, vinicemi a sady v údolí řeky Orge. V 11. století zde byla založena kaple. Ve 12. století zde byl založen kostel sv. Martina z Tours, který byl zničen během stoleté války a poté obnoven. V roce 1475 získal panství Étienne de Vesc, komoří Karla VIII. V roce 1493 byl kostel sv. Martina rozšířen.

## Vývoj počtu obyvatel
Počet obyvatel